# Weert (Pays-Bas)
Pour les articles homonymes, voir Weert.
Weert est une commune et une ville des Pays-Bas de la province du Limbourg, proche de la province du Brabant-Septentrional. Weert se situe à seulement 10 kilomètres de la frontière belge.
Jusqu'au 1er octobre 1795, Weert faisait partie de la Principauté de Liège.
C'est à Weert que se déroule, chaque été depuis 1980, le festival musical et culturel Bospop (en).
C'est aussi de cette commune que provient le cultivar de pomme Red Prince.

## Histoire
Ce qui suit est un résumé de l'histoire de cette ville.

### Nom et origine
Le nom Weert indique déjà l'origine du lieu. Weert est identique à waard : un morceau de terre, situé à proximité ou au milieu des eaux et des marais, c'est-à-dire un morceau de terre récupéré. Il est tout à fait compréhensible que l'endroit ait reçu ce nom si l'on considère qu'à l'époque, cette région était entourée au nord, à l'est et au sud par de vastes lacs et marais, nommée Peel, qui couvraient autrefois une superficie beaucoup plus grande qu'aujourd'hui. Au milieu de ces étendues sauvages inhabitables se trouvait une île haute et sèche sur laquelle Weert fut fondée. L'ensemble de la zone était divisé en deux parties : la partie supérieure Overweert (aujourd'hui Weert) et la partie inférieure Nederweert. Des gens vivent dans la région autour de Weert depuis la préhistoire. Ceci est démontré par des découvertes de l'âge de pierre et par la présence de vestiges d'un grand champ d'urnes de la fin de l'âge du bronze sur le Boshoverheide. Ce champ d'urnes a été rendu accessible au moyen d'un chemin pavé. Des traces d'habitation datant de l'âge du fer et de l'époque romaine ont également été retrouvées.
La ville a été fondée à un carrefour de routes dans une région de landes et de tourbières à la frontière du Brabant et du Limbourg, au bord du Peel.

### Les Seigneurs de Horne
Weert est mentionné pour la première fois dans une charte de 1062. En 1306, le chapitre de Saint-Servais transféra tous les droits qu'il possédait à Weert aux seigneurs de Horne. Depuis lors, ils exercèrent leur autorité sur le territoire de Weert, qui ne fit jamais officiellement partie de la seigneurie (plus tard du comté) de Horn, mais qui était un fief externe du duché de Gueldre. À partir de 1455, les comtes de Horne vécurent à Weert, où le comte Jacob Ier de Horne fit construire un nouveau château, le Nijenborgh. Ce château fut détruit en 1702 pendant la guerre de Succession d'Espagne. Le comte de Horne le plus célèbre est Philippe de Montmorency, plus connu sous le nom de Philippe de Horne, qui fut décapité à Bruxelles en 1568 avec le comte Lamoraal van Egmont. Sa pierre tombale est toujours visible dans l'église Martinus, au centre-ville, bien que les recherches montrent qu'il n'est pas certain qu'il y soit réellement enterré (à l'exception de la boîte en fer blanc contenant son cœur). En 2020, un caveau funéraire a été découvert au château d'Aldenborgh où Philips a peut-être été enterré.[2] Une communauté scolaire locale et une rue portent son nom. En 2018, l' Année du Comte de Horne[3] a été organisée à Weert pour commémorer (avec l' Année Egmont à Zottegem, Oud-Beijerland et Egmond (Bergen)) le 450e anniversaire de l'exécution par le duc d'Albe sur la Grand-Place de Bruxelles. Le 5 juin 2018, des cérémonies commémoratives ont eu lieu à Bruxelles et à Weert et des couronnes de fleurs ont été déposées.[4] Un nouveau logo a été conçu (Weert Van Hornestad),[5] une comédie musicale du comte van Horne a été jouée,[6] des peintures murales de Van Horne ont été réalisées,[7] et depuis 2022, il y a une statue équestre de Philippe de Horne sur le parvis du château de Nijenborgh.[8]

### Évolution économique
Entre 1450 et 1550, Weert connut une prospérité économique grâce à la protection du comte de Horne. L'industrie textile en particulier était très importante pour l'économie de cette ville. C'est à cette époque que fut également construite l'église Saint-Martin. Après la mort de Philippe de Montmorency, dernier comte de Horn, la protection de cette lignée de seigneurs disparut. Cela a entraîné la décadence de la ville. Ce n'est qu'après la construction du Zuid-Willemsvaart en 1825 et du Rhin d'acier en 1879 que l'économie a de nouveau prospéré. Au XIXe siècle, l'office des eaux de Het Land van Weert a été créé pour contrôler les inondations dans la région.
Après la Première Guerre mondiale, l'industrialisation de la ville commence. L'industrie est devenue peu à peu plus importante que l'agriculture et Weert est devenue une ville industrielle. Aujourd’hui, la ville peut encore être en partie désignée comme telle.

### La Seconde Guerre mondiale à Weert
Weert faisait partie de la ligne de défense Peel-Raamstelling (nl), une ligne de fortifications défensive. C'est pourquoi des soldats ont également été envoyés à Weert. Cependant, le Peel-Raamstelling n'a pas été construit pour vaincre les Allemands, mais pour les retenir suffisamment longtemps pour que les troupes françaises puissent avancer jusqu'aux Pays-Bas. Des mitrailleuses ont été placées et des casemates ont été construites tout le long du tracé du Peel-Raamstelling. C'étaient les principaux moyens de défense. À Weert, ces défenses étaient souvent situées le long du Zuid-Willemsvaart (notamment à proximité des ponts). Cette position commençait au nord, près de la rivière Raam, près de Grave. Dans la partie sud, il était situé le long du Noordervaart et du Zuid-Willemsvaart. La ligne se terminait à l'usine de zinc et au Ringselven à Budel-Dorplein. Cela signifie qu'environ huit kilomètres restaient sans défense entre la ligne et la frontière belge. La section allant de Budel à l'écluse n°13 (Sluis 13) s'appelait la section Weert. Cette ligne n'avait pas beaucoup de soldats. Seuls trois bataillons, soit plusieurs milliers d'hommes, défendaient le secteur de Weert de Dorplein à l'écluse n°13. Du sud au nord, il s'agit du 2e bataillon du 41e régiment d'infanterie, du 4e bataillon de frontière et, de Nederweert à l'écluse n°13, du 1er bataillon du 30e régiment d'infanterie. Cette situation envisageait qu'une bataille pourrait avoir lieu à Weert. C'est pourquoi Weert avait préparé une évacuation à grande échelle. Les préparatifs pour l’évacuation ont été poussés dans le détail. Une adresse d’évacuation a été attribuée à chacun. On n'avait pas le droit de s'y rendre seul, mais il fallait y aller en groupe, ce qui était plus sûr. Pour garantir que tout se passe bien au sein d’un tel groupe, un chef et des chefs adjoints ont également été nommés. Les résidents ont également reçu à l'avance un livret contenant des règlements (règles) indiquant clairement ce qui était autorisé et ce qui ne l'était pas. Les résidents ont également reçu une sorte de carte d’identité indiquant à quel groupe ils appartenaient. Il précisait également quels objets ils devaient emporter avec eux, afin de ne pas en emporter trop ou trop peu. Pour garantir que la capacité de chargement des camions et des voitures était utilisée correctement, les voitures et les camions ont été confisqués. Cela a également été fait pour permettre l’évacuation rapide et efficace des personnes âgées et des malades.
Les habitants de Weert étaient bien informés de l’évacuation et de la guerre à venir. Cela a été fait en distribuant des affiches et des lettres dans toute la ville. Cela a permis à tout le monde d’être informé de l’évacuation à venir.
Lorsque les avions allemands ont survolé la région à 3 heures du matin, les 9 et 10 mai 1940, tout le monde savait que la guerre était très proche. Lorsque Fortanier (commandant du secteur de Weert) apprit que la ligne de la Meuse (nl) (près de Ruremonde) avait été enlevée par l'armée d'invasion, il fit sauter les ponts des environs de Weert. L'évacuation n'avait pas encore commencé à ce moment-là. Cela signifiait que les gens ne pouvaient plus traverser les ponts pour se rendre à leur destination d’évacuation. C'est pourquoi de nombreuses personnes se sont rendues seules, notamment à Altweerterheide et à Tungelroy. Cependant, lorsque la situation devint dangereuse à Altweerterheide à cause des tirs de canons, beaucoup repartirent pour Tungelroy. Au total, 7 civils ont été tués parce qu'ils s'étaient aventurés trop loin dans la zone de guerre.[réf. nécessaire]